# Toma del Cuzco
La toma del Cuzco o caída del Cuzco, fue un evento decisivo en la conquista española del Tahuantinsuyo. Ocurrió el 15 de noviembre de 1533 cuando las tropas hispanas tomaron Cuzco, la capital del Imperio incaico, después de una serie de enfrentamientos contra el ejército de Atahualpa y la explotación de las divisiones políticas preexistentes por parte del conquistador español Francisco Pizarro. Contó con la ayuda de aliados indígenas y de una fracción de la nobleza incaica (especialmente los partidarios de Huáscar).
Aunque se libraron numerosas batallas entre el Imperio incaico y la coalición liderada por los españoles, que estaba compuesta principalmente por hombres nativos, fue la toma del Cuzco lo que condujo directamente a la caída de la civilización incaica y marcó el final de la primera fase de la conquista española del Tahuantinsuyo.

## Antecedentes
La muerte de Atahualpa amenazó con hundir al imperio en el caos. Esto era exactamente lo que quería evitar Francisco Pizarro, pero no era fácil evitar el desmoronamiento de las estructuras en la fase de confusión generalizada que recorría todo el territorio andino. Toda la región había sido destrozada por la guerra civil incaica y el sur del imperio todavía estaba ocupado por el ejército de Atahualpa, además, las poblaciones de distintas regiones intentaron aprovechar la situación para escapar del dominio inca, proporcionando ayuda a los extranjeros.
Pizarro, sin embargo, necesitaba un nuevo gobernante para manipular a voluntad, con la esperanza de detener la rebelión en curso. El elegido fue Túpac Hualpa, hermano de Atahualpa conocido como Toparpa por los españoles.
Después de seleccionar al nuevo Sapa Inca, Pizarro y sus hombres se dirigieron al Cuzco, capital del imperio. Partieron de Cajamarca en agosto de 1533. En el camino, en la zona de Jauja, Túpac Hualpa murió envenenado, presumiblemente por Chalcuchímac, uno de los generales de Atahualpa.
Sin embargo, al llegar a la zona de Vilcashuamán (Ayacucho) y Vilcaconga (Cuzco), los españoles tuvieron que enfrentarse con el ejército de Quizquiz, otro general de Atahualpa que tenía dominado todo el sur del imperio, y que organizó una férrea resistencia a los conquistadores.

### Integración de Manco Inca
El 14 de noviembre de 1533, los españoles pactaron en Jaquijahuana, cerca de la ciudad del Cuzco, imponer como soberano a Manco Inca, hijo de Huayna Cápac, de 20 años de edad, procedente de Charcas. El joven príncipe conoció por primera vez a los españoles en los cerros de Vilcaconga, a unos treinta kilómetros del Cuzco, iba en compañía sólo por un puñado de nobles fieles que pudieron escapar del baño de sangre que los atahualpistas habían provocado entre la nobleza cuzqueña a lo largo de la guerra civil incaica y ahora ofrecían su apoyo a Pizarro.
Manco Inca dio muchas razones de interés a la gente de Pizarro. Era un posible gobernante legítimo y como tal podía reunir a todos los súbditos del imperio a su alrededor. También representó el componente leal a Huáscar y se convertiría en un punto de referencia natural para el Inca hostil a Quizquiz quien, en ese momento, seguía siendo el único enemigo potencial capaz de disputar la posesión del Cuzco. El joven príncipe se tranquilizó así acerca de las intenciones, respecto a él, de los españoles, y con la promesa de una futura investidura se dispuso a favorecer su avance hacia la capital ocupada por los hombres de Quizquiz.
En cualquier caso, el príncipe fugitivo colaboró con los extranjeros y sólo gracias a que Manco Inca dio su permiso, los españoles pudieron entrar en la capital, Cuzco.

### Batalla de Anta

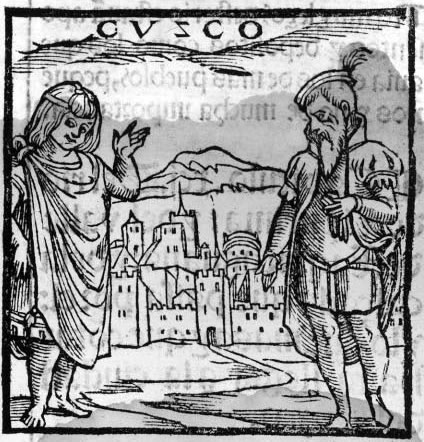
La primera imagen del Cuzco en Europa. Pedro Cieza de León. Crónica del Perú, 1553.

La adhesión de Manco Inca a los españoles, adicionó más tropas al lado de Pizarro; este inesperado apoyo, influyó en el plan para reemplazar a Túpac Hualpa y sobre todo en el ánimo del conquistador para entrar al Cuzco. El príncipe inca había denunciado el peligro de un incendio inminente en la capital en represalia por Quizquiz, y Pizarro envió a Hernando de Soto y su hermano Juan con cuarenta jinetes en un avance. Cuando llegaron a la vista de la ciudad, vieron bocanadas de humo que se elevaban desde los techos. Al mismo tiempo también vieron un enjambre de enemigos e instintivamente los cargaron de ímpetu, arrastrando al asalto a la multitud de indígenas auxiliares que los acompañaban.
Su acción corría el riesgo de convertirse en un desastre porque se habían enfrentado con la tropa elegida de Quizquiz. Su nombre fue suficiente para sembrar el terror entre las tropas nativas de los españoles que se acurrucaron atemorizados contra los jinetes, obstaculizando sus movimientos, justo cuando Quizquiz lanzaba el ataque. En el tumulto que siguió, los españoles tuvieron los primeros heridos y estimaron que no podrían soportar el enfrentamiento. Se las arreglaron para liberarse y huyeron, convencidos de que los estaban siguiendo y despedazados, pero extrañamente se les permitió escapar. Había sucedido que Quizquiz, consciente de la superioridad de los caballos en campo abierto, había temido una estratagema para hacerle romper filas y se había asentado en sus posiciones, perdiendo así la oportunidad de aprovechar un rotundo éxito.
Con esta última acción Quizquiz cerró la operación de defensa del Cuzco. Había considerado indefendible luchar calle por calle y no quería verse atrapado en un asedio con un resultado predecible. Su táctica presuponía la movilidad de sus ejércitos y el astuto general sacó a sus tropas del alcance de las cargas de caballería avanzando hacia los territorios montañosos donde profundos ríos y abruptos desfiladeros anulaban la ventaja de las tropas montadas.

## Toma del Cuzco

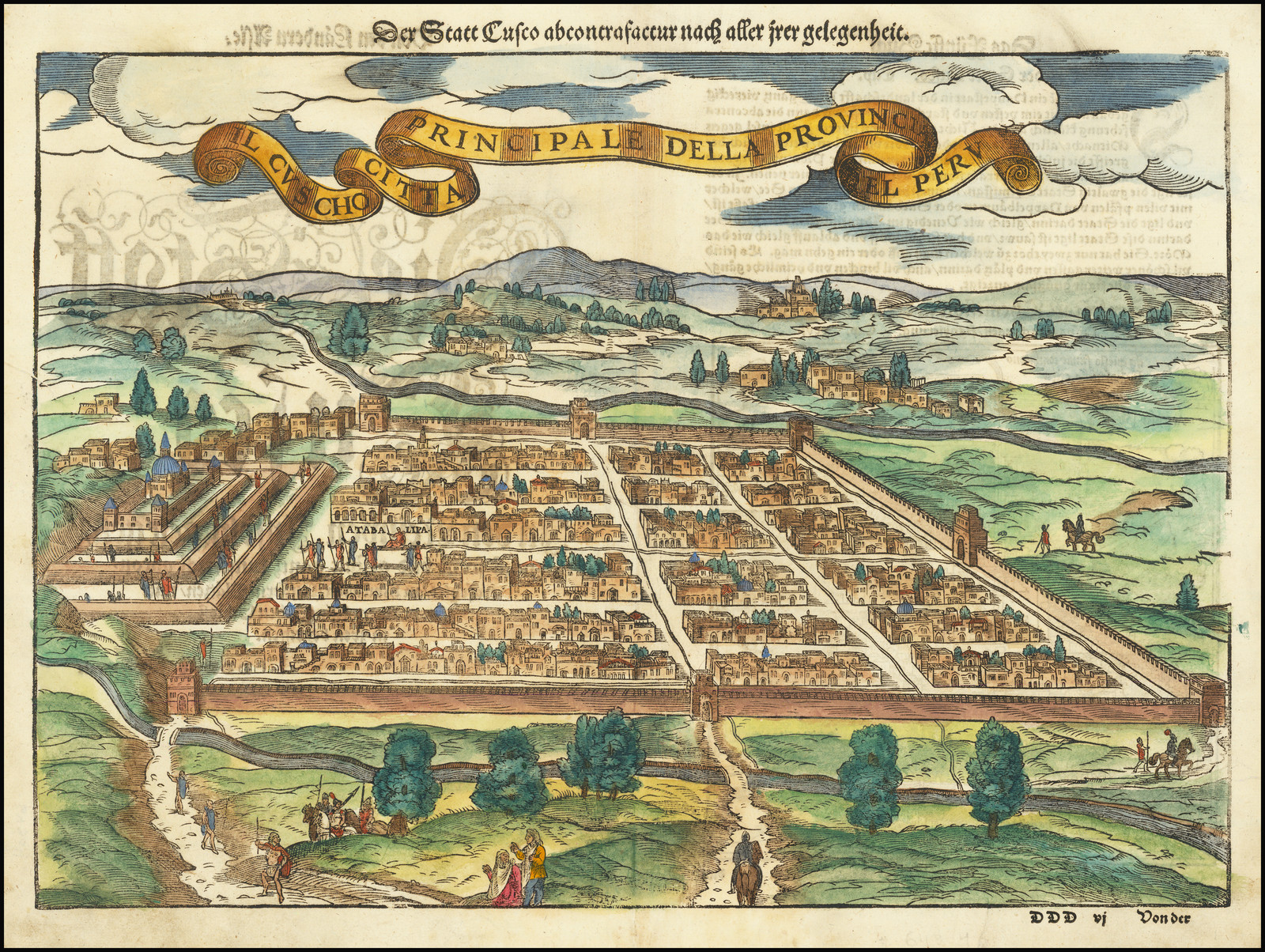
Cuzco por Sebastian Münster (1574).

Sin obstáculos, Pizarro entró al Cuzco el 15 de noviembre de 1533, junto con Manco Inca, la hueste española y los aliados indígenas, por el cerro de Carmenca (actual barrio de Santa Ana) para luego bajar por un camino que llevaba a un riachuelo y que posteriormente bautizaron como «El callejón de la Conquista» o «La calle de los Conquistadores», entre aclamaciones de los cuzqueños por haber vencido a Atahualpa, el usurpador del trono.

«De este modo entró el Gobernador con su gente en aquella gran ciudad del Cuzco sin otra resistencia ni batalla, el viernes a la hora de misa mayor, a quince días del mes de noviembre del año del Nacimiento de Nuestro Salvador y Redentor Jesucristo MDXXXIII [año 1533].»

La toma de la ciudad no fue difícil. Pizarro ingresó al Cuzco sin encontrar resistencia ya que, los atahualpistas, habían abandonado el territorio, cansados de pelear en una campaña tan larga y en una tierra tan alejada de la suya. Además, Quizquiz había diezmado la población de la ciudad imperial, por eso los miembros sobrevivientes de las panacas consideraron que los españoles eran “embajadores” del divino Wiracocha y salvadores del Tahuantinsuyo.
El gobernador arribó con sus hombres a la plaza principal y después de escudriñar sus edificios, envió a algunos peones a explorar la capital incaica y luego se instaló en ella, tomando como residencia el palacio de Casana, que había pertenecido al Inca Huayna Cápac. Por su parte, Diego de Almagro lo hizo en otro palacio situado junto al anterior, y Gonzalo Pizarro se apropió del palacio de Cora-Cora, mansión edificado por Túpac Yupanqui.
Sin embargo, pronto la algarabía se tornó en descontento, cuando los conquistadores irrumpieron violentamente en los monumentos y lugares sagrados de los incas, obteniendo un botín que según el escribano de Pizarro, Francisco de Jerez (1534), sumó «580 mil pesos de oro y 215 mil marcos de plata».
Al día siguiente, Pizarro convirtió a Manco Inca en Sapa Inca, pero al mismo tiempo en vasallo de la corona española. Los españoles lo llamaron Manco Cápac II, pues supieron que el primer Inca también se llamaba Manco (Manco Cápac). En la Navidad, creyendo ser objeto de un halago de los españoles, Manco Inca, ya investido con la mascapaycha, aceptó ingenuamente el protocolo de «requerimiento» que exigía el rey de España, reconociendo a éste como supremo soberano de sus dominios. También dispuso que su ejército, unos 5 000 soldados al mando de su hermano Paullu Inca, saliera de la ciudad acompañando las expediciones de Hernando de Soto contra Quizquiz.

## Hechos posteriores
Una vez asentados en la capital del Imperio incaico, los españoles iniciaron las prácticas habituales de transformar los territorios conquistados en un estado de ultra mar. Sin embargo, la situación requería la debida cautela. El territorio era vasto y muy poblado. En su mayoría estaba inexplorado y lejos de ser sumiso. Las fuerzas organizadas hostiles como los ejércitos de Quizquiz y Rumiñahui continuaron operando sin ser molestados y las estructuras del imperio se disolvieron rápidamente.